# Mellitidia longicornis
Mellitidia longicornis är en biart som först beskrevs av Smith 1859.  Mellitidia longicornis ingår i släktet Mellitidia och familjen vägbin. Inga underarter finns listade i Catalogue of Life.